# Walker Russell (1960)
Walker Dwayne Russell sr. (Pontiac, 26 ottobre 1960) è un ex cestista e allenatore di pallacanestro statunitense, professionista nella NBA.
È il padre di Walker Russell jr. e il fratello di Campy e Frank Russell.

## Carriera
Venne selezionato dai Detroit Pistons al quarto giro del Draft NBA 1982 (78ª scelta assoluta).

## Palmarès
- Miglior passatore CBA (1984)